# 1797
1797. је била проста година.

## Догађаји

### Јануар
- 1. јануар — Олбани је заменио Њујорк као главни град државе Њујорк.

### Фебруар
- 19. фебруар — Папа Пије VI потписао Толентински споразум са Наполеоном Бонапартом према којем су Болоња, Ромања и Ферара припале Француској.
- 25. фебруар — Пуковник Вилијам Тејт и његових 1000-1500 војника се предало након последње инвазије Велике Британије.

### Март
- 4. март — Џон Адамс је инаугурисан за 2. председника САД.

### Јун
- 14. јун — Формирана Лигурска република

### Септембар
- 4. септембар — Државни удар 18. фруктидора

### Октобар
- 11. октобар — Битка код Кампердојна
- 17. октобар — У италијанском месту Кампоформио је потписан мировни уговор Аустрије и Француске, којим је укинута Млетачка република.
- 22. октобар — Француз Андре-Жак Гарнерен први употребио падобран, скочивши из балона над Паризом са висине од 680 метара.

## Рођења

### Јануар
- 9. јануар — Фердинанд Врангел, руски морепловац. (†1870)
- 31. јануар — Франц Шуберт, аустријски композитор. (†1828)

### Септембар
- 13. децембар — Хајнрих Хајне, немачки песник. († 1856)

## Смрти

### Јун
- 16. новембар — Фридрих Вилхелм II, краљ Пруске